# Система підтримки рішень

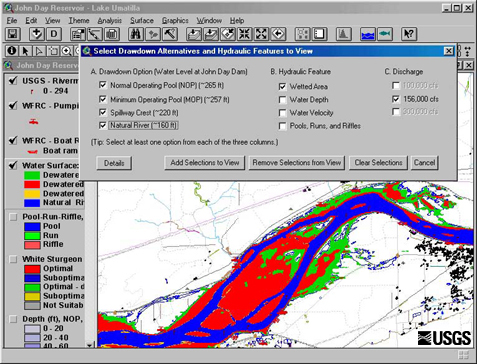
Приклад СПР керування греблею

Система підтримки рішень (СПР; англ. Decision Support System, DSS) — комп'ютеризована система, яка через збирання та аналіз великого обсягу інформації може впливати на процес ухвалення керівничих рішень в бізнесі та підприємництві.
Сучасні системи підтримки рішень виникли у результаті злиття керівничих інформаційних систем і систем керування базами даних, як системи, що максимально пристосовані до розв'язання задач щоденної керівницької діяльності, і є інструментом допомоги тим, хто вирішує (робить вибір). За допомогою СПР може проводитись вибір рішень у певних неструктурованих і слабко структурованих задачах, у тому числі й тих, що мають багато критеріїв.

## Загальні положення
СПР, як правило, узагальнюють результати досліджень з кількох дисциплін, та включають у себе елементи теорії баз даних, штучного інтелекту, інтерактивних комп'ютерних систем, методів імітаційного моделювання.
Як зазначено у [15], "… з моменту появи перших розробок у галузі СПР, не було дано чіткого визначення СПР… ".
Ранні визначення СППР (на початку 70-х років минулого століття) показували такі моменти:
1. Можливість оперування з неструктурованими чи слабкоструктурованими задачами, на відміну від задач, із якими має справу дослідження операцій.
2. Інтерактивні автоматизовані (тобто реалізовані на базі комп'ютера) системи.
3. Розподіл даних та моделей.

## Можливі означення СПР
СПРсукупність процедур по обробці даних та суджень, що допомагають керівникам підприємств у прийнятті рішень, заснованих на використанні моделей [17].
СПРінтерактивні автоматизовані системи, що допомагають тим, хто вирішує, використовувати дані та моделі для розв'язання слабкоструктурованих проблем [17, 20].
СПРсистема, що забезпечує користувачам доступ до даних і/або моделей, таким чином вони можуть приймати кращі рішення [7].
Останнє означення не відображає участі комп'ютера у свідомості СПР, питання можливості включення нормативних моделей до складу СППР тощо.
Зараз нема загальноприйнятого визначення СПР, оскільки конструкція СПР суттєво залежить від типу задач, для розв'язання яких вона розробляється, доступних даних, інформації та знань, а також від користувачів системи. Проте, можна навести певні елементи та характеристики, загальновизнані як частини СПР: СПР — у більшості випадків — це інтерактивна автоматизована система, що допомагає користувачу (ЛПР) використовувати дані та моделі для ідентифікації та розв'язання задач та прийняття рішень. Система повинна мати можливість роботи з інтерактивними запитами, що мають досить просту для вивчення мову запитів.
Відповідно до Turban [26], СПР має такі чотири основні характеристики:
1. СПР використовує і дані, і моделі;
2. СПР призначені для допомоги менеджерам під час прийняття рішень для слабкоструктурованих та неструктурованих задач;
3. Вони підтримують, а не замінюють процес вирішування менеджерів;
4. Мета СПР — підняття ефективності рішень;

Turban [26] запропонував перелік характеристик ідеальної СПР (він має мало спільних елементів із визначенням, що наведене вище).
Ідеальна СПР:
1. Оперує зі слабкоструктурованими рішеннями.
2. Призначена для ЛПР різного рівня;
3. Може бути пристосована для групового та індивідуального використання;
4. Підтримує як взаємозалежні, так і послідовні рішення;
5. Підтримує три фази процесу рішення: інтелектуальну частину, проектування та вибір;
6. Підтримує різноманітні стилі та методи рішення, що може бути корисно під час розв'язання задачі групою ЛПР;
7. Є гнучкою і адаптується до змін як організації, так і свого середовища.
8. Проста у використанні та модифікації;
9. Підвищує ефективність процесу прийняття рішень;
10. Дозволяє людині керувати процесом прийняття рішень за допомогою комп'ютера, а не навпаки;
11. Підтримує еволюційне використання і легко адаптується до вимог, що змінюються;
12. Може бути легко побудована, якщо може бути сформульована логіка конструкції СППР;
13. Підтримує моделювання;
14. Дозволяє використовувати знання.

## Класифікація СПР
Для СПР відсутнє не лише загальновизнане визначення, але і вичерпна класифікація. Різні автори пропонують різні класифікації.
На рівні користувача Haettenschwiler (1999) [12] ділить СПР на пасивні, активні та кооперативні СПР. Пасивною СПР називається система, що допомагає процесу вирішування, але не може створити припущення, яке рішення слід обрати. Активна СПР може зробити припущення, яке рішення слід ухвалити. Кооперативна СПР дозволяє ЛПД змінювати, доповнювати чи покращувати рішення, котрі пропонує система, надсилаючи потім ці зміни для перевірки. Система змінює, доповнює чи покращує ці рішення та надсилає їх користувачу знову. Процес продовжується до отримання узгодженого рішення.
На концептуальному рівні Power (2003) [21] вирізняє СПР, що керуються повідомленнями (Communication-Driven DSS), СПР, що керуються даними (Data-Driven DSS), СПР, що керуються документами (Document-Driven DSS), СПР, що керуються знаннями (Knowledge-Driven DSS) та СПР, що керуються моделями (Model-Driven DSS). СПР, що керуються моделями (Model-Driven DSS).
СПР, що керуються моделями, характеризуються здебільшого доступом і маніпуляціями із математичними моделями (статистичними, фінансовими, оптимізаційними, імітаційними). Відмітимо, що певні OLAP-системи, що дозволяються здійснювати складний аналіз даних, що можуть бути віднесені до гібридних СПР, котрі забезпечують моделювання, пошук та обробку даних.
Керована повідомленнями (Communication-Driven DSS) (раніше групова СППР — GDSS) СПР підтримує групу користувачів, що працюють над виконанням спільної задачі.
СПР, керовані даними (Data-Driven DSS) або СПР, орієнтовані на роботу з даними (Data-oriented DSS), здебільшого орієнтуються на доступ і маніпуляції з даними. СПР, котрими керують документи (Document-Driven DSS), керують, здійснюють пошук та маніпулюють неструктурованою інформацією, заданою у різних форматах. Нарешті, СПР, котрими керують знання (Knowledge-Driven DSS), забезпечують розв'язання задач у вигляді фактів, правил та процедур.
На технічному рівні Power (1997) [19] розрізняє СПР усього підприємства та настільну СПР. СПР усього підприємства підключена до великих сховищ інформації та обслуговує декількох менеджерів підприємства. Настільна СППР — це мала система, що обслуговує лише один комп'ютер користувача. Існують і інші класифікації (Alter [3], Holsapple и Whinston [13], Golden, Hevner и Power [11]). Відмітимо лишень, що чудова для свого часу класифікація Alter‘a, котра розбивала усі СПР на 7 класів, в наш час суттєво застаріла.
Залежно від даних, з якими ці системи працюють, СПР можна умовно поділити на оперативні та стратегічні. Оперативні СПР призначені для негайного реагування на зміни поточної ситуації у керуванні фінансово-господарчими процесами компанії. Стратегічні СППР орієнтовані на аналіз значних обсягів різнорідної інформації, котра збирається із різних джерел. Найважливішою метою цих СПР є пошук найраціональніших варіантів розвитку бізнесу компанії з урахуванням різних факторів, таких, як кон'юнктура цільових для компанії ринків, зміни фінансових ринків та ринків капіталів, зміни у законодавстві тощо. СПР першого типу отримали назву Інформаційних Систем Керівництва (Executive Information Systems, ІСК). По суті, вони є скінченними наборами звітів, побудовані на підставі даних із транзакційної системи підприємства, котра в ідеалі адекватно показує у режимі реального часу основні аспекти виробничої та фінансової діяльності. Для ІСК характерні ознаки:
- Звіти зазвичай базуються на стандартних для компанії запитах; кількість запитів є відносно невеликою.
- ІСК представляє звіти у максимально зручному вигляді, що включає у себе як таблиці, так і ділову графіку, мультимедійні можливості тощо.
- Зазвичай, ІСК орієнтовані на конкретний вертикальний ринок, наприклад, фінанси, маркетинг, керування ресурсами.

СПР другого типу пропонують досить глибоке пропрацювання даних, спеціально перетворених так, щоб їх було зручно використовувати протягом процесу прийняття рішень. Невід'ємним компонентом СПР цього рівня є правила рішень, котрі на основі агрегованих даних дають можливість менеджерам компанії обґрунтовувати свої рішення, використовувати фактори стійкого росту бізнесу компанії та знижувати ризики.
СПР другого типу останнім часом активно розвиваються. Технології цього типу будуються на принципах багатократного представлення та аналізу даних. (OLAP).
При створенні СППР можна використовувати WEB-технології. У наш час СПР на основі WEB-технологій для ряду компаній є системами СПР компанії.
Архітектура СПР представляється різними авторами по-різному. Наведемо приклад. Marakas (1999) [18] запропонував узагальнену архітектуру, що складається з 5 різних частин: (a) система керування даними (the data management system — DBMS), (b) система керування моделями (the model management system — MBMS), (c) машина знань (the knowledge engine (KE)), (d) інтерфейс користувача (the user interface) и (e) користувачі (the user(s)).